# 女護島
女護島（にょごのしま、にょごがしま）是日本傳說中的地名，在海上只有女性居住的島。也表記為女護ヶ島，或稱做女護國（にょうごこく）。

## 概要
據說女護島上只能生育女性，漂流至此的男性一旦踏入島內，將很難離開。江戶時代，經常在物語、繪畫中登場。井原西鶴的浮世草子《好色一代男》中，主人公世之介最後前往之地。

## 慣用句
受傳說影響，遊里或男子禁制的場所會被稱做「女護島」。明治時代，亞馬遜（Amazónes）也被譯為「女護島」或「女護國」。

## 關連項目
- 女人國
- 八丈島：別名「女護島」。
- 渡鹿野島：三重縣。別名「女護ヶ島」。
- 平家女護島
- 布巫瑪
- 喬拜拜
- 希希邦
- 迭瑪哈霍伊